# Enterprise (Star Trek)

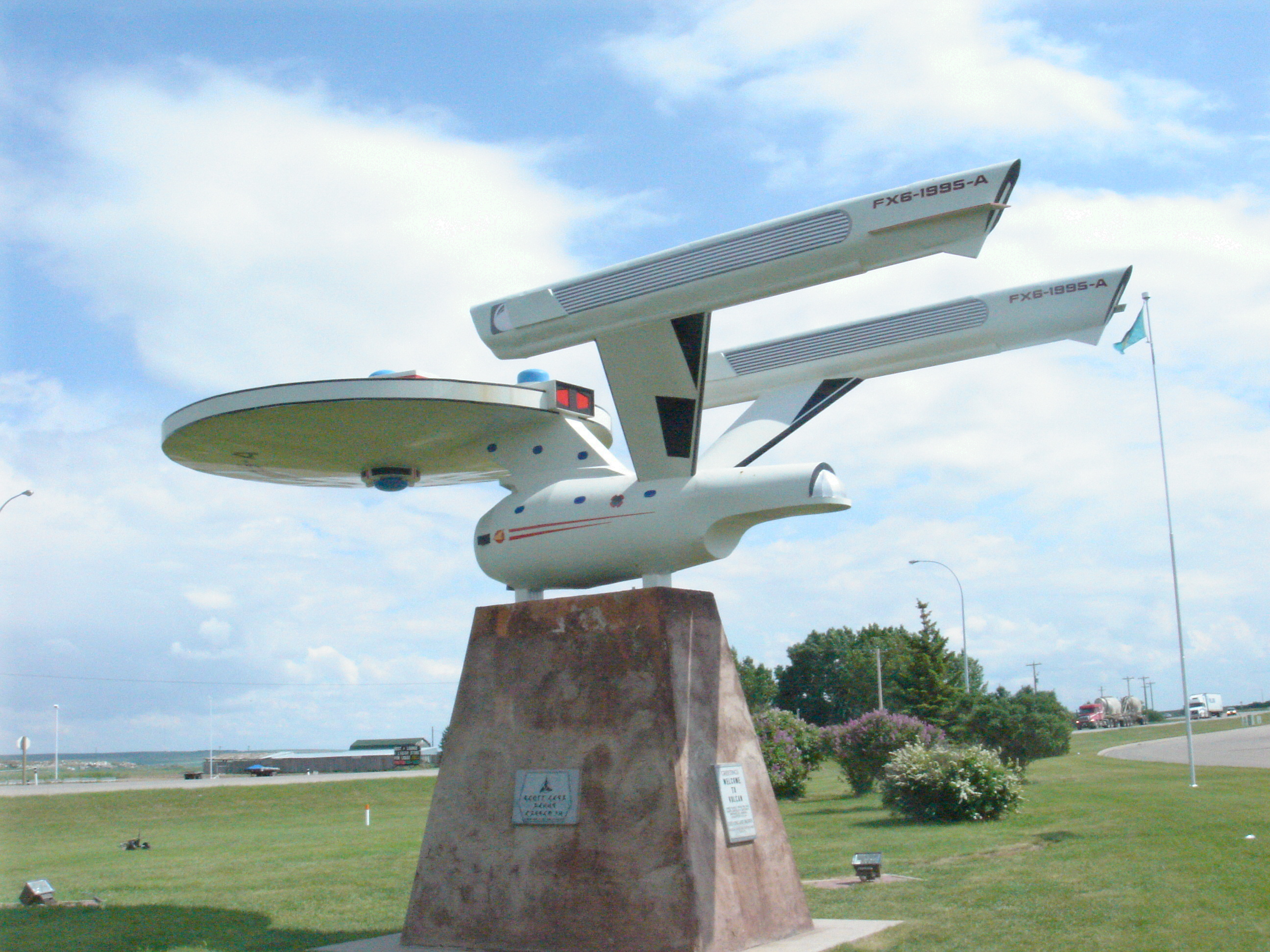
Enterprise NCC-1701, Vulcan, Alberta

Enterprise is de naam van een aantal verschillende fictieve sterrenschepen, die ontworpen zijn als verkennings- en ontdekkingsschepen door Starfleet.

## Geschiedenis
Nadat dr. Zephram Cochrane op 5 april 2063 de eerste geslaagde ruimtevlucht met een warpmotor uitvoerde, werd dit gezien door de Vulcans, een mensachtige soort. Zij maakten het eerste buitenaardse contact met de aarde. De Vulcans wilden dat de mens zeer goed voorbereid werd, voordat begonnen werd met het reizen door het heelal. Het heeft dan ook 90 jaar geduurd voordat een goed werkende warp 5-motor werd ontworpen, waarmee eindelijk lange afstanden konden worden overbrugd. In de tussentijd werd in 2123 wel nog een Warp 2-schip gebouwd, de USS Enterprise XCV 330, maar daarmee duurde het nog steeds veel te lang om andere planetenstelsels te bereiken.
Het eerste schip dat werd uitgerust met een warp 5-motor is de Enterprise NX-01, een kruiser van de NX-klasse die in april 2151 uit het dok kwam. Het schip had de vorm van een schotel met aan de achterzijde een eronderuitstekend stuk, waar de twee gondels met de warpmotoren aan bevestigd zijn - een ontwerp dat Starfleet (met enige aanpassingen) tot zeker in de 24e eeuw zou behouden. De Enterprise NX-01 wordt beschermd tegen ruimtestof en vijandelijkheden door een deflectorschild en gepolariseerde pantserbeplating. Het schip beschikt over twee shuttles in het lanceerruim en bovendien een straaltransportsysteem, aanvankelijk bedoeld als te testen systeem voor het opstralen van lading en voorraad. Later wordt het systeem ook gebruikt om levende wezens mee weg en op te kunnen stralen. De NX-01 heeft 83 bemanningsleden, onder leiding van kapitein Jonathan Archer.
In 2245 vindt de doop plaats van USS Enterprise NCC-1701, een zware kruiser van de Constitution-klasse. Het schip is gebouwd in het San Francisco-ruimtedok. De eerste kapitein was Robert April, die opgevolgd werd door Christopher Pike. De uiteindelijke kapitein is James T. Kirk. In 2270 kreeg het schip een grootschalige facelift, waarbij de meeste systemen, de brug en de warpgondels werden vervangen. De NCC-1701 werd uiteindelijk door kapitein Kirk verwoest in 2285 om verovering door de Klingon-kapitein Kruge te voorkomen.
De NCC-1701 werd in 2286 opgevolgd door de USS Enterprise NCC-1701A (een hernoemde USS Yorktown), wederom onder het bevel van James Kirk.
Het derde sterrenschip met de naam Enterprise is de USS Enterprise NCC-1701B onder leiding van kapitein John Harriman. Dit schip is van de Excelsior-klasse en voornamelijk bedoeld als verkenningsschip voor de lange afstand.
De USS Enterprise NCC-1701C onder kapitein Rachel Garrett was een kruiser van de Ambassador-klasse. Hoewel een diplomatieke naam was dit schip toch weer een ruk in de richting van militaire kruisers, bedoeld om allerlei losse dreigingen het hoofd te bieden die ronddreven in de tijd waarin het schip operationeel was. Het schip raakte verloren in 2344 tijdens de verdediging van een Klingon-kolonie tegen een verrassingsaanval door de Romulans.
Op 26 februari 2364 werd het Galaxy-klasse schip USS Enterprise NCC-1701D opgeleverd, waarvan Jean-Luc Picard de kapitein werd. De NCC-1701-D was een allround schip, uitgerust voor wetenschappelijke verkenning van het heelal, inzetbaar als zware kruiser bij verdediging van de grenzen of als diplomatiek schip. Ook was er de optie om het schip door een dok snel om te laten bouwen tot oorlogsschip, mocht dat nodig zijn. Het schip heeft 42 dekken, waarmee het meer dan 1000 mensen kan vervoeren. Verder is de NCC-1701-D uitgerust met een warp 9-motor, 250 fotontorpedo's en 10 faserbanken ter verdediging. De NCC-1701-D werd verwoest in 2371 na een aanval door de Klingon-zussen Lursa en B'Etor.
In 2372 werd USS Enterprise NCC-1701E opgeleverd, een kruiser van de Sovereign-klasse. Met 24 dekken was het kleiner dan de NCC-1701-D, maar de NCC-1701-E was uitgerust met de modernste technieken, zoals kwantumtorpedo's. In tegenstelling tot haar voorganger was dit schip weer meer bedoeld als militair schip, gebouwd ten tijde van oorlog.
In de serie Enterprise zit ook een verwijzing naar een USS Enterprise NCC-1701J, die zo rond 2550 actief moet zijn.